# رابین فونتس
رابین لوئیز فونتس (زاده ۱۸ ژانویه 1964) یک ژنرال بازنشسته ارتش ایالات متحده است که آخرین بار به عنوان معاون ژنرال (عملیات) فرماندهی سایبری ارتش ایالات متحده خدمت کرده است. او در ژوئیه ۲۰۱۷ فرماندهی فرماندهی انتقال امنیت ترکیبی - افغانستان را برعهده گرفت و از زمان حمله آمریکا به آن کشور در سال ۲۰۰۱ به بالاترین رتبه افسر نظامی زن در افغانستان تبدیل شد. فونتس، افسر موستانگ، در سال ۱۹۸۶ مأموریت یافت و بر آسیای مرکزی متمرکز شد و در نهایت در تاجیکستان، پاکستان و هند خدمت کرد، از جمله چند سال در افغانستان. او پس از استعفای مایکل فلین از دولت ترامپ که به عنوان مدیر ارشد هند، پاکستان و امور آسیای مرکزی در شورای امنیت ملی ایالات متحده پایان یافت، سمت نهایی خود را بر عهده گرفت. در ماه مه ۲۰۲۲، فونتس به عنوان شریک مؤسس و عضو هیئت مدیره مسئول توسعه بین‌المللی به کرونوس فیوژن انرژی پیوست.

## پیشه نظامی

### اوایل کار
فونتس که در ایالت واشینگتن به دنیا آمد و در کونا، آیداهو بزرگ شد، در دره گنج بزرگ شد و گزارش می‌دهد که از ۱۲ سالگی به دنبال شغل نظامی بوده است. او که در سال ۱۹۸۱ در نیروهای ذخیره ارتش ایالات متحده ثبت نام کرد، در سال ۱۹۸۶ از آکادمی نظامی ایالات متحده در وست پوینت فارغ‌التحصیل شد و به عنوان ستوان دوم در سپاه پلیس نظامی منصوب شد. او به عنوان رهبر دسته در آلمان خدمت کرد و بعداً به وست پوینت بازگشت تا به عنوان فرمانده گروهان خدمت کند. زمانی که ستوان یکم بود، دو مقاله برای پلیس نظامی، نشریه رسمی شعبه خود نوشت. اولین مقاله (در ژوئیه ۱۹۸۸) با عنوان «افتخار بی‌جی جرمیا پی. هالند در سال ۱۹۸۷ و شرکت ام‌پی که آن را به دست آورد.» بود. دومین مقاله او (در ژوئن ۱۹۹۱) «نقش نماینده مجلس در گشایش دیوار برلین» نام داشت. او در سال ۱۹۹۳ برای برنامه افسران منطقه خارجی انتخاب شد و در نتیجه در مؤسسه زبان دفاعی شرکت کرد و روسی را در آنجا آموخت. دری و فارسی را نیز آموخت. او بعداً از دانشگاه واشینگتن (جایی که مدرک کارشناسی ارشد خود را در مطالعات بین‌المللی گرفت) و مرکز اروپایی مطالعات امنیتی جورج سی مارشال فارغ‌التحصیل شد. در اواخر دهه ۱۹۹۰، فونتس به عنوان یک رابط نظامی در مینسک خدمت کرد. او چند سالی را در تاجیکستان گذراند و ابتدا به عنوان نماینده نظامی ایالات متحده و سپس به عنوان وابسته دفاعی ایالات متحده، درست زمانی که جنگ داخلی تاجیکستان در حال پایان یافتن بود، خدمت کرد.

### به‌عنوان افسر درجه میدانی
پس از حملات تروریستی ۱۱ سپتامبر در سال ۲۰۰۱، فونتس در فرماندهی مرکزی ایالات متحده J5 برای نظارت بر مسائل همکاری سیاسی-نظامی در افغانستان خدمت کرد.  در ژوئن ۲۰۰۴، او به ستاد فرماندهی نیروهای ترکیبی - افغانستان در کابل منتقل شد و زیر نظر دیوید بارنو به عنوان رئیس ستاد نظامی برای هماهنگی سیاسی-نظامی خدمت کرد. کارکنان او مسئول نگه داشتن ژنرال بارنو در «پیام»، نظارت بر سیاست‌های مؤثر بر عملیات نظامی، و انجام کارهای ارتباطی با وزارت دفاع افغانستان و ماموریت کمک سازمان ملل متحد در افغانستان بودند.  فونتس در پایان اولین سال اقامت خود در افغانستان و پس از به عهده گرفتن فرماندهی کارل آیکنبری از بارنو، داوطلب شد تا تیم بازسازی استانی (PRT) را در تارینکوت رهبری کند. دنیل گرین، مشاور سیاسی PRT، گزارش داد که اگرچه برخی از سربازان در PRT به دلیل جنسیت او نگرانی‌های اولیه داشتند، اما به زودی این نگرانی‌ها برطرف شد.  او در تعامل با مردم افغانستان فعال بود. گرین گفت که فونتس، که در آن زمان سرهنگ دوم بود، چند صد دلار از پول خود را برای میزبانی ناهار در PRT برای رهبران محلی افغان جمع‌آوری کرد.  مقاله‌ای در ونتی فیر به داستانی اشاره می‌کند که او یک بار از ترس اینکه در مقابل طالبان ضعیف به نظر برسد، از ترک جلسه با بزرگان افغان در ولسوالی چورا در تهدید شلیک سلاح‌های سبک خودداری کرد. گرین اظهار می‌دارد که در اوایل سال ۲۰۰۶، او از اولین حمله انتحاری با وسیله نقلیه دست‌ساز در ولایت اروزگان جان سالم به در برد که بخشی از آن به دلیل شکست دستگاه در منفجر نکردن تمام گلوله‌های خمپاره‌ای بود که شامل آن بود.  او در می ۲۰۰۶ افغانستان را ترک کرد تا در کالج جنگ ایالات متحده تحصیل کند و در سال ۲۰۰۷ فارغ‌التحصیل شد.  او در آن سال به درجه سرهنگ ارتقا یافته بود. او متعاقباً به عنوان رئیس دفتر کمک امنیتی آمریکا در پاکستان منصوب شد.

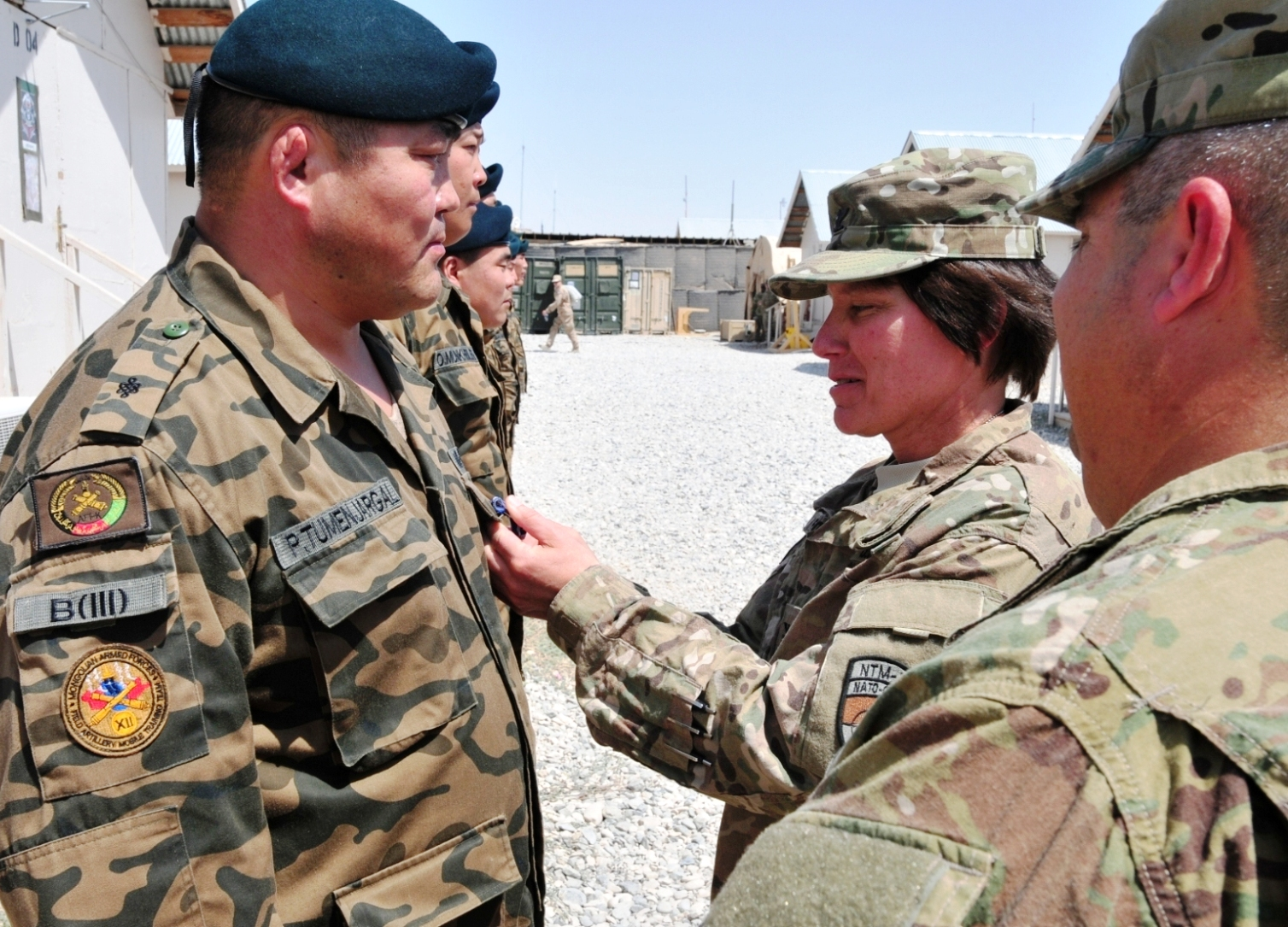
فونتس در حالی که فرماندهی منطقه‌ای شمال را بر عهده دارد، به یک افسر نیروی هدف عمومی مغولستان مدال غیر ماده ۵ ناتو را به خاطر خدماتش در نزدیکی مزارشریف اعطا می‌کند.

در جولای ۲۰۱۱، فونتس یک تور یک ساله را در مزارشریف به عنوان مسئول فرماندهی منطقه ای شمال، فرماندهی نیروهای ناتو در شمال افغانستان آغاز کرد. از سال ۲۰۱۲ تا ۲۰۱۳، او یکی از پانزده عضو مرکز امور بین‌الملل ودرهد بود.

### پیشه به‌عنوان یک افسر عمومی
سنای ایالات متحده ارتقاء فونتس به سرتیپ را در سال ۲۰۱۴ تصویب کرد. پس از فارغ‌التحصیلی در سال ۲۰۱۴ از مدرسه وابسته نظامی آژانس اطلاعات دفاعی (جایی که او رهبر کلاس بود)، به عنوان وابسته دفاعی ایالات متحده در هند منصوب شد. او اولین افسر عمومی آمریکایی بود که از دهه ۱۹۶۰ به هند فرستاده شد. او همچنین اولین زنی بود که به این سمت رسید.
در فوریه ۲۰۱۷، مایکل فلین، مشاور امنیت ملی آن زمان، فونتس، یکی از همکاران دوران تصدی خود به عنوان مدیر آژانس اطلاعات دفاعی را به عنوان مدیر ارشد بعدی برای امور هند، پاکستان و آسیای مرکزی در شورای امنیت ملی ایالات متحده (NSC) منصوب کرد. منابع ناشناس در دولت هند به تلگراف هند گفتند که امیدوارند انتصاب فونتس در کاخ سفید به انتقال نگرانی‌های دهلی نو کمک کند. مقامات ارشد آشنا به فونتس در مورد درک او از نگرانی‌های امنیتی هند در قبال چین و پاکستان اظهار نظر کردند. که او چهره‌ای دوستانه در میان کابینه دولت ترامپ خواهد بود که عمدتاً برای هند ناشناخته است. با برکناری متعاقب فلین، مأموریت فونتس در شورای امنیت ملی لغو شد و لیزا کورتیس (تحلیلگر سابق سیا و همکار در بنیاد هریتیج) به دستور جانشین فلین، اچ آر مک مستر، این سمت را پر کرد.
در جولای ۲۰۱۷، فونتس به جای ریچارد کایزر، فرماندهی فرماندهی انتقال امنیت ترکیبی - افغانستان را به عهده گرفت. همزمان، او همچنین به عنوان معاون رئیس ستاد و مسئول کمک‌های امنیتی برای ماموریت حمایت قاطع خدمت کرد. فونتس بالاترین مقام نظامی زن در افغانستان در دوران اشغال آن کشور توسط آمریکا بود. در نوامبر ۲۰۱۷ در پاسخ به سؤالی دربارهٔ ماموریتش، فونتس به استارز اند استریپس پاسخ داد که امیدوار است مردم عملکرد او را به عنوان یک افسر ارتش بدون توجه به جنسیتش قضاوت کنند. علی‌رغم سیل نظرات منفی که به استارز اند استریپس گزارش دادند، در پاسخ به انتصاب او در CSTC-A. فونتس اظهار داشت که تعجب نکرده است. او گفت: «اگر در این مورد نگران بودم، وقت انجام کار دیگری را نداشتم.»
از ۸ ژوئن ۲۰۱۹، فونتس به عنوان یک مقام ارشد دفاعی و وابسته دفاعی، دفتر وابسته دفاعی ایالات متحده، هند خدمت می‌کرد. در ۹ ژوئن ۲۰۱۹، فونتس به عنوان مقام ارشد دفاعی و وابسته دفاعی دفتر وابسته دفاعی ایالات متحده در مصر معرفی شد. در دسامبر ۲۰۱۹، مأموریت بعدی او به معاونت فرمانده کل عملیات، فرماندهی سایبری ارتش ایالات متحده تغییر یافت.
فونتس یکی از بنیانگذاران مادام العمر انجمن افسران منطقه خارجی است. او در پایان دوران نظامی خود به لومن، آیداهو بازنشسته شد.